# Трупери штату Аляска

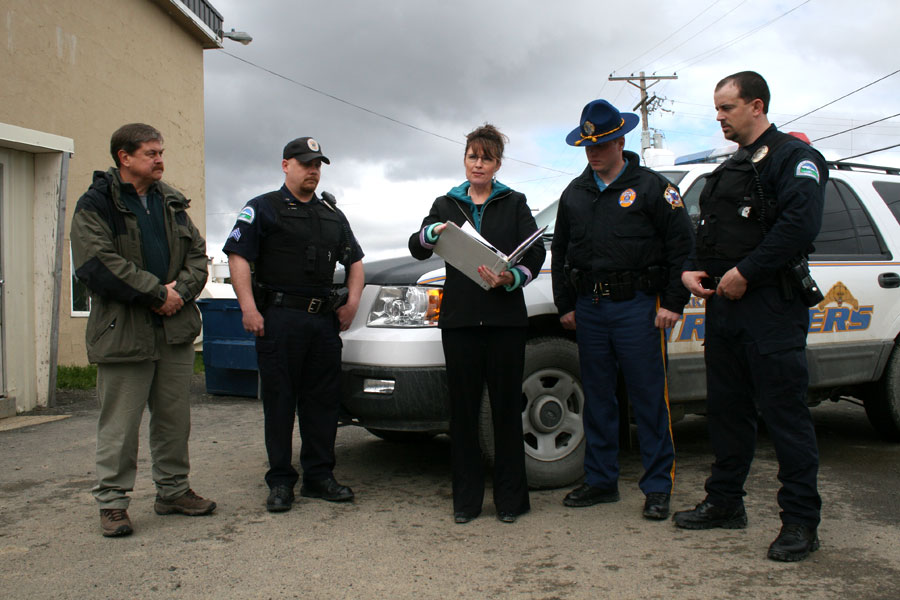
Трупери поруч з Губернатором Аляски Сарою Пейлін

Трупери штату Аляска (англ. Alaska State Troopers) — правоохоронний орган американського штату Аляска. Він є підрозділом Департаменту громадської безпеки Аляски. Трупери здійснюють патрулювання доріг та іншу правоохоронну діяльність. Трупери також беруть участь в пошуках небезпечних втікачів як частина програми під назвою «Оперативна група пошуку втікачів Аляски» (англ. Alaska Fugitive Task Force), в якій беруть участь всі правоохоронні органи Аляски. Ця програма також співпрацює з правоохоронними органами інших штатів та в меншій мірі з Інтерполом. На відміну від багатьох «Континентальних штатів», трупери виконують обов'язки як поліцейських, так і єгерів.
Оскільки в Алясці немає округів, там немає шерифів чи окружної поліції, тому трупери також обробляють цивільні документи, виконують завдання пов'язані з психічно нездоровими людьми та здійснюють правоохоронну діяльність майже у всій сільській місцевості штату. Аляска поділяється на боро, які мають схожі риси з округами, але мають набагато менше значення та повноваження. Тільки поліція боро Норс Слоуп функціонує подібно до поліції округів «Континентальних штатів», цим звільняючи труперів від необхідності здійснювати всю правоохоронну діяльність в цьому боро. Трупери штату Аляска мають найбільшу площу обслуговування, якщо не враховувати федеральні правоохоронні органи.
В усьому штаті всього 1300 офіцерів поліції, включаючи 600 труперів та 500 поліцейських єдиного міського департаменту — Департаменту поліції Анкориджа.
Підготовка офіцерів відбувається а Академії Департаменту громадської безпеки Аляски в місті Сітка, яка відкрилась в жовтні 1974 на місці колишнього коледжу Шелдон-Джексон. Академія також готує офіцерів для місцевих правоохоронних органів. Також там проходять деякі тренування Військової поліції Армії США, Служби безпеки Військово-повітряних сил США, Правоохоронної служби Берегової охорони США та Канадської королівської конної поліції. Навчання відбувається 15 тижнів (проводиться два рази на рік) або 2 тижні для тих, хто хоче перевестися до Труперів штату Аляска з інших правоохоронних органів (один раз на рік).
Ще одним навчальним закладом, який здійснює підготовку труперів є Університет Аляски в Фербенксі. Інструкторами є найдосвідченіші офіцери, які мають звання «капрал». Це звання серед Труперів штату Аляска мають лише інструктори.
Канал Geographic Channel зняв телепередачу про роботу Труперів штату Аляска, яка стала надпопулярною.

## Історія
На Алясці не було загальноштатного поліцейського органу до 1941 року, коли Територіальна Легіслатура заснувала Дорожню поліцію Аляски. Її офіцери лише патрулювали головні автотраси Аляски, та не з'являлися на віддалених територіях. Роль поліції штату тоді виконувала Федеральна служба маршалів. В 1953 році дорожня поліція була перетворена на Територіальну поліцію Аляски і деякі маршали були переведені до неї. В 1959 році у зв'язку з отриманням Аляскою статусу штату, орган був перейменований на Поліцію штату Аляска, в 1967 на Труперів штату Аляска. В 1960-их трупери навіть їздили на машинах швидкої допомоги на віддалених територіях, виконуючи обов'язки як поліцейських, так і швидкої допомоги.
До заснування Труперів штату Аляска правоохоронну діяльність в штаті здійснювали різні федеральні установи: спочатку Армія США, потім Військово-морські сили США та Морська податкова служба США, а з 1884 року, коли був утворений цивільний уряд, Служба маршалів США.
Потреба в правоохоронних органах гостро постала в кінці 19 ст. коли на Алясці знайшли золото. Міста пов'язані з видобутком золота мали астрономічні показники злочинності. Там процвітали проституція, гральний бізнес, вбивства, зґвалтування, пограбування, підпали, викрадення людей, озброєні напади та незаконне захоплення землі. Перелякані громадяни почали завалювати федеральні органи влади телеграфними повідомленнями з проханнями про допомогу. В результаті на Аляску була направлена група федеральних маршалів. Меморіал поліцейським Аляски містить згадки про багатьох маршалів, загиблих під час виконання обов'язків у ранній Алясці. Служба маршалів залишалася головним правоохоронним органом штату до заснування Дорожньої поліції Аляски. Багато перших офіцерів дорожньої поліції були колишніми маршалами. Деякі міста почали створювати місцеві правоохоронні органи лише на початку 20 ст.

## Структура

### Територіальна структура
Трупери штату Аляска мають 5 територіальних, відділів, які поділяються на пости:
| - Кетчикан (A) - Гейнс - Джуно - Кетчикан - Клавок - Пітерсберг - Палмер (B) - Гленнален - Палмер/Матануска-Сусітна - Талкітна | - Анкоридж (C) - Аніак - Анкоридж - Бетел - Діллінгем - Еммонак - Ілліамна - Кадьяк - Кінг-Салмон - Коцебу - МакГрат - Ном - Селавік - Сент-Меріс - Уналакліт | - Фербенкс (D) - Берроу - Галіна - Делта-Джанкшен - Кентвел - Ненана - Норсвей - Ток - Фербенкс - Хілі - Солдотна (E) - Гірдвуд - Енчор-Поінт - Купер-Лендін - Нінілчік - Солдотна - Сьюард |

### Відділи
- Офіс директора
- Бюро розслідувань Аляски
  - Підрозділ тяжких злочинів
  - Підрозділ технічних злочинів
  - Підрозділ злочинів проти власності
  - Підрозділ фінансових злочинів
  - Підрозділ злочинів проти дітей
  - Підрозділ нерозкритих злочинів
  - Підрозділ боротьби з наркотиками
  - Підрозділ пошуку людей
- Бюро дорожнього патрулювання
- Бюро судової служби

## Звання
| Назва     | Знак |
| --------- | ---- |
| Полковник |      |
| Майор     |      |
| Капітан   |      |
| лейтенант |      |
| Сержант   |      |
| Капрал    |      |
| Трупер    |      |

## Обов'язки
Обов'язками Труперів штату Аляска є:
- Охороняти громадський порядок та спокій
- Охороняти кримінальні закони та розслідувати їх порушення
- Охороняти правила дорожнього руху та розслідувати їх порушення
- Виконувати пошукові та рятувальні операції
- Допомагати іншим правоохоронним органам
- Розслідувати злочини проти прав людини.
- Реагувати на виклики та заяви громадян
- Забезпечувати сучасну та відповідну підготовку для правоохоронних органів та органів кримінального правосуддя.

Також Трупери штату Аляска транспортують ув'язнених та забезпечують охорону судів.
Трупери зазвичай виїжджають на виклики одні чи тільки з одним напарником. Інші поліцейські можуть бути в декількох годинах, чи навіть днях (при поганій погоді) їзди від них. Тому офіцери мають бути дуже самостійними.
Бюро розслідувань Аляски розслідує чи координує розслідування вбивств, сексуальних злочинів, шахрайства, підробок, кібер-злочинів, злочинів проти власності, а також проводять перевірки на поліграфі та розшукують зниклих людей.
Бюро дорожнього патрулювання виконує ті самі завдання, що дорожні поліції інших штатів, а саме розслідування серйозних автомобільних аварій, слідкування за дотриманням припустимої швидкості, тверезістю водіїв. Там служить 18 офіцерів.
Бюро судової служби виконує обов'язки приставів, а саме охороняє суди та підсудних, а також виконує постанови суду.

## Роль в національній безпеці
Дорожня поліція Аляски під час Другої світової війни ловила японських диверсантів охороняючи та патрулюючи порти, залізниці, аеропорти та інші важливі об'єкти, а також допомагали військовим ловити дезертирів.
Після подій 11 вересня 2001 року уряд США визнав Труперів штату Аляска надзвичайно важливою організацією для національної безпеки. Аляска знаходиться найближче з усіх штатів до Північної Кореї та КНР, а також має морський кордон з Росією. Трупери штату Аляска, а особливо їх відділ — Бюро розслідувань Аляски, допомагають Департаменту національної безпеки, Департаменту юстиції та іншим федеральним та військовим організаціям в захисті США від тероризму. В 2009 році Бюро розслідувань Аляски допомогло ФБР в розслідування, яке призвело до арешту чоловіка та жінки, які були радикальними ісламістами та планували терористичний акт з міста Кінг-Салмон, Аляска. Під час Холодної війни літаки Труперів штату Аляска наглядали за небом над Аляскою вишукуючи радянські літаки. Сьогодні ці літаки продовжують охороняти небо над Аляскою спільно з Цивільним повітряним патрулем.

## Програма «Сільська громадська безпека»
Трупери штату Аляска керують програмою «Сільська громадська безпека», яка забезпечує поліцейського кожній віддаленій і малій громаді. Програму започаткували в середині 1970-их. Тоді учасники програми вважалися «допоміжними офіцерами» і не мали зброї. Але через часті випадки тяжких злочинів на територіях обслуговуваних ними, Легіслатура Аляски надала їм статус повноцінних поліцейських та право на носіння зброї. Сьогодні офіцери цієї програми, окрім вогнепальної зброї, мають при собі також електрошокери, перцеві балончики, кийки та бронежилети.
Офіцери програми виконують лише основні обов'язки поліції, такі як реагування на екстрені виклики, розслідування злочинів проти дітей, затримання п'яних осіб, допомога соціальним та медичним працівникам, профілактика пожеж, забезпечення недоторканності місця злочину, виписування штрафів за легкі правопорушення, захист дикої природи, допомога в пошуку зниклих осіб, тощо.
Офіцери програми наймаються громадами та контролюються місцевим постом Труперів штату Аляска. Щоб стати учасником програми треба пройти 9-тижневу підготовку в Академії Департаменту громадської безпеки Аляски. Також майбутні учасники програми проходять базові медичні та протипожежні тренування.

## Загиблі офіцери
З моменту заснування правоохоронного органу 14 труперів та 2 офіцери «Сільської громадської безпеки» загинули під час виконання обов'язків, з них 8 були застрелені, 5 загинули внаслідок авіаційної аварії, на одного скоїли напад, один змерз насмерть, в одного стався серцевий напад.

## Обладнання

### Вогнепальна зброя
Трупери штату Аляска використовують пістолети Glock 22, дробовики Remington 870 та напівавтоматичні гвинтівки AR-15. Спецназ використовує пістолети-кулемети Heckler & Koch MP5, FN P90 та гвинтівки Remington 700.

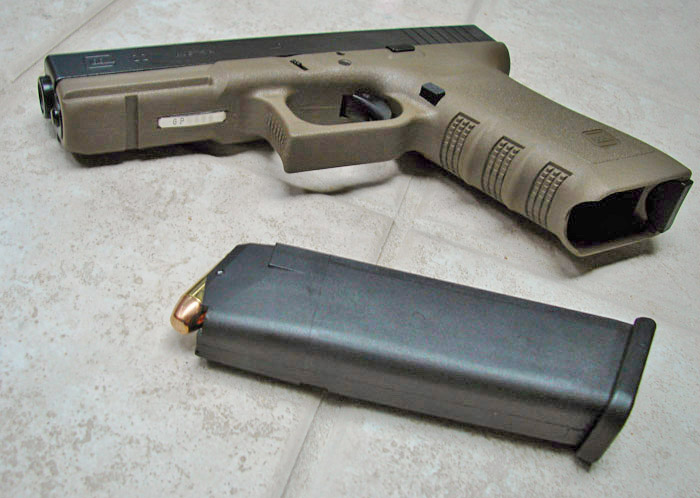
Glock 22
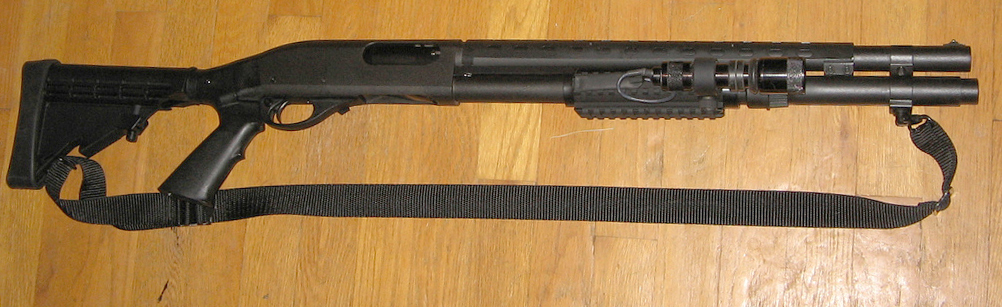
Remington 870
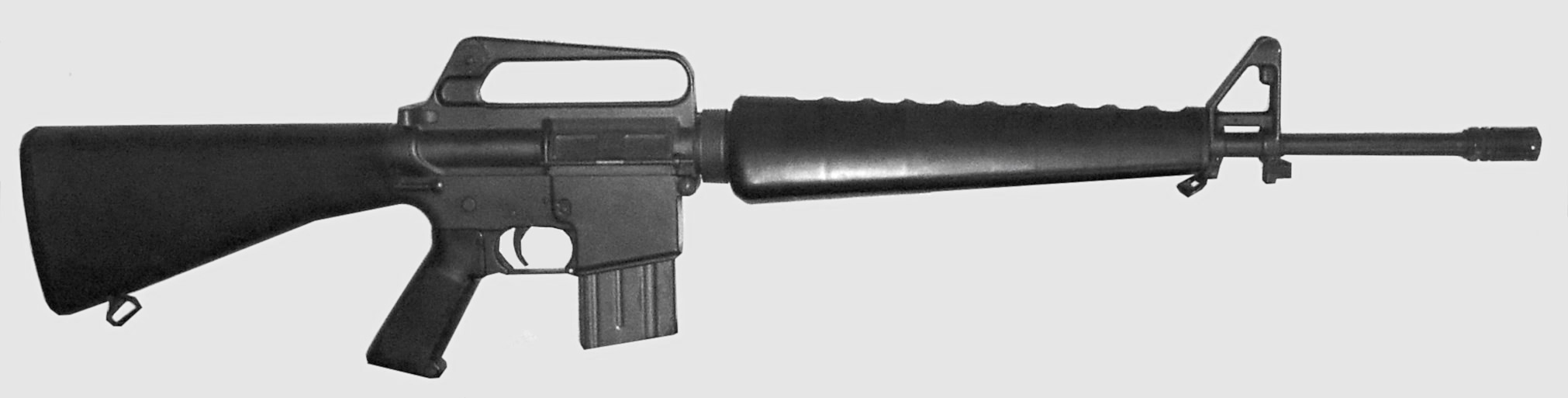
AR-15

## Транспортні засоби

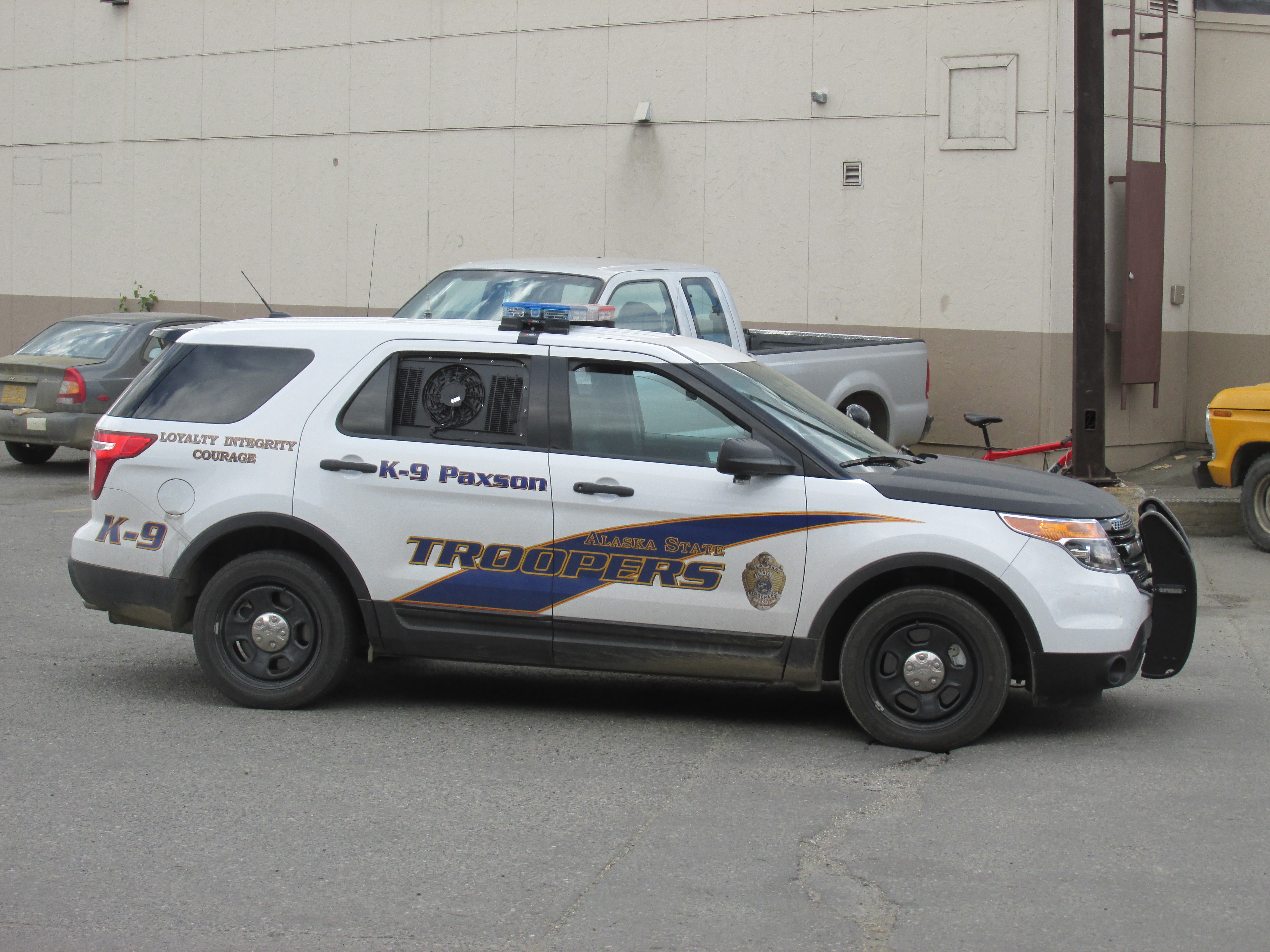
Ford Explorer кінологічної служби

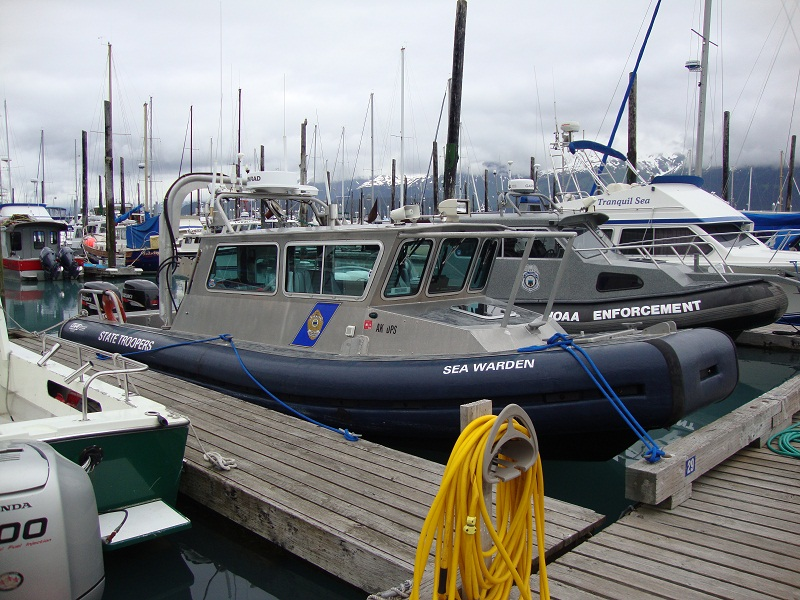
Човен Труперів штату Аляска

Трупери штату Аляска використовують: Автомобілі
- Chevrolet Impala
- Chevrolet Silverado
- Dodge Charger
- Ford Crown Victoria
- Ford Expedition
- Ford Explorer
- Ford F-150
- Ford F-250
- Ford Taurus
- Lenco BearCat[7]
- Chevrolet Express

Літаки
- Beechcraft Super King Air
- Cessna 185
- Cessna 208
- Eurocopter AS350
- Piper PA-18
- Robinson R44

Літаки відіграють значно більшу роль, ніж в інших штатах, через величезну територію Аляски.